# Mesochorus zygaenae
Mesochorus zygaenae là một loài tò vò trong họ Ichneumonidae.